# Patriarchenkreuz

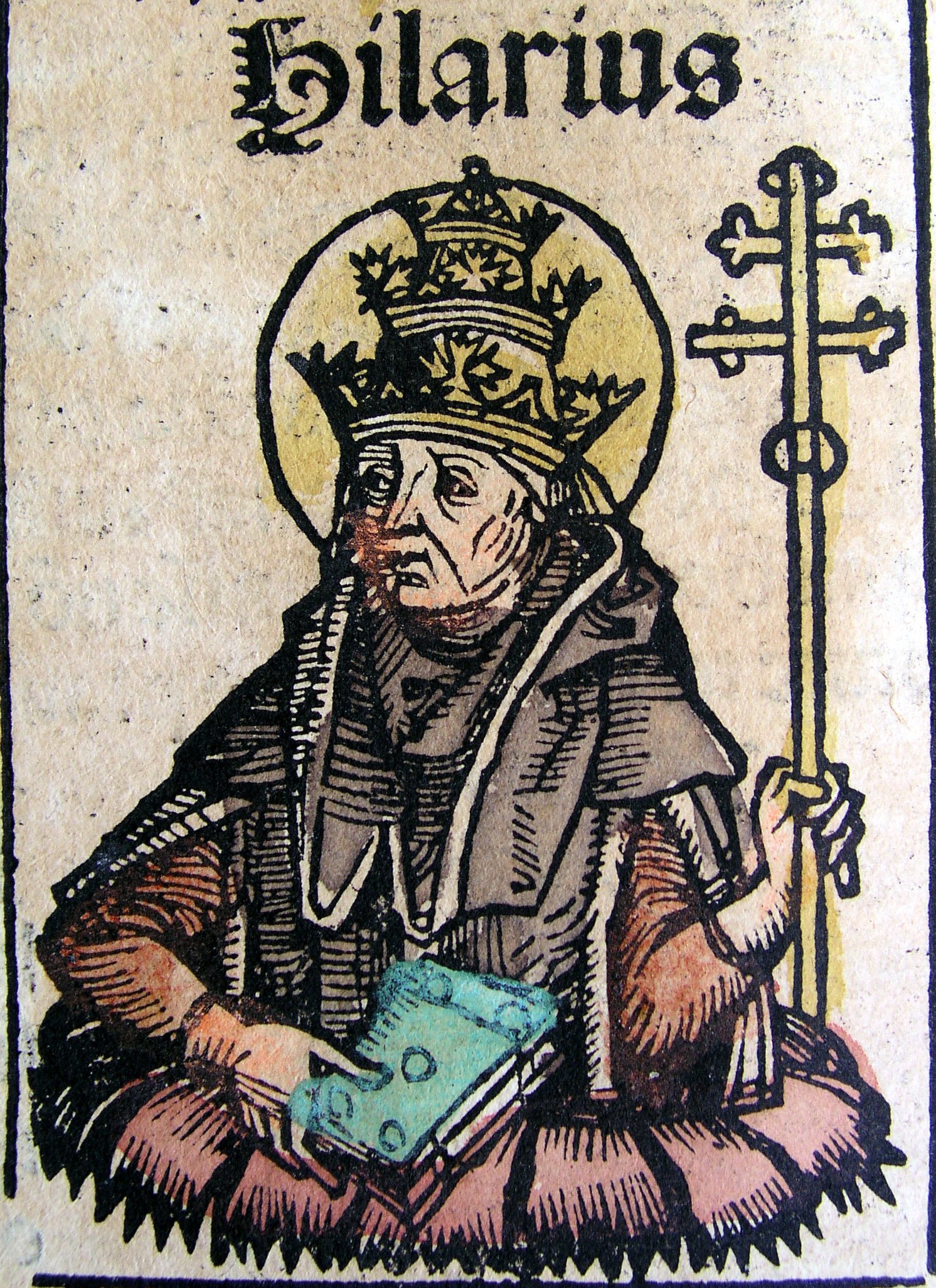
Hilarius, Patriarch und Bischof in Rom (Papst)
Hartmann Schedel: Nürnberger Chronik, 1493, CXXXVIv

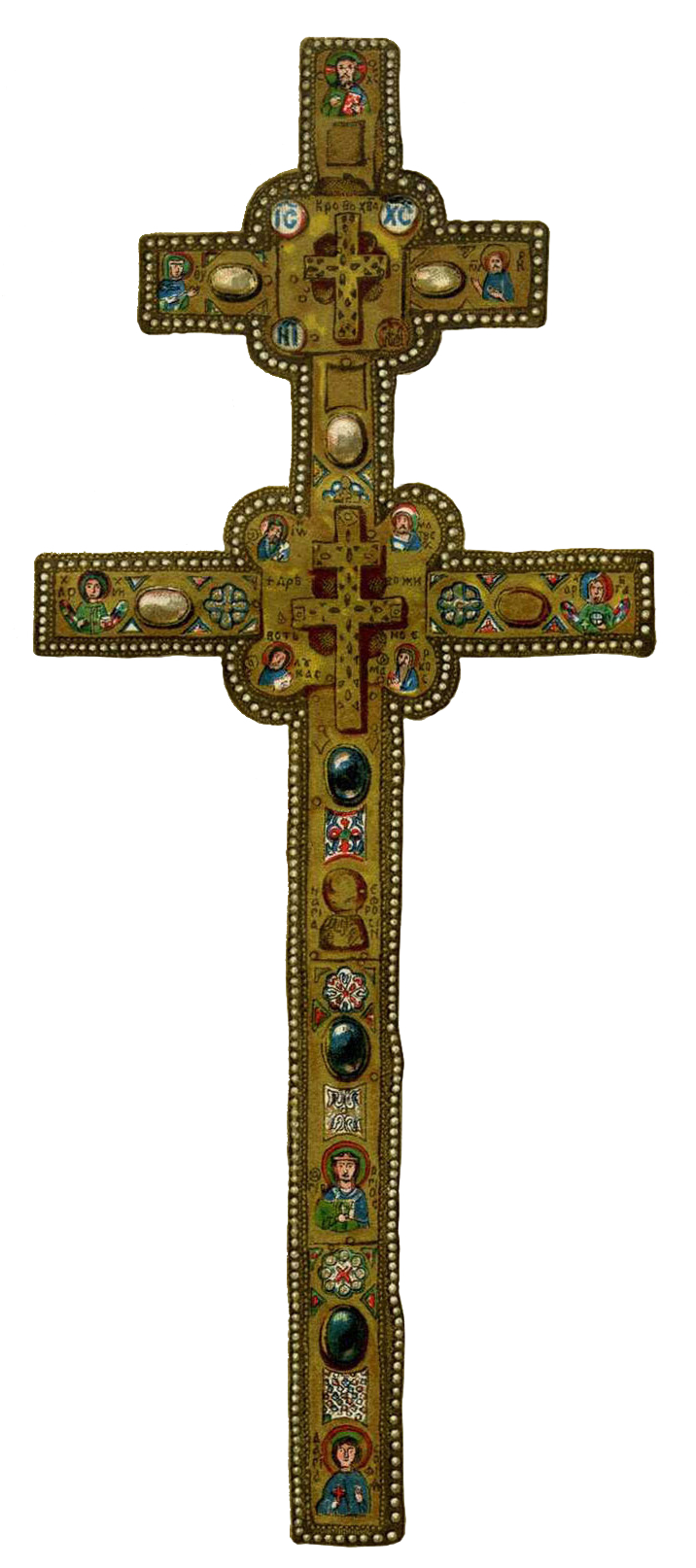
Kreuz der Heiligen Euphrosyne von Polozk

Patriarchenkreuz, Ungarisches Kreuz, Slowakisches Kreuz oder Spanisches Kreuz, ist die Bezeichnung für ein Doppelkreuz. Es besteht aus einem senkrechten Balken mit zwei Querbalken, wobei der obere kürzer ist als der untere. Das Kreuz symbolisiert einerseits die kirchliche erzbischöfliche und Metropolitangewalt, andererseits ist es ein jahrhundertealtes Symbol in Ungarn, Litauen und der Slowakei.
Der obere, kürzere Querbalken entwickelte sich aus der am Kreuz angebrachten Inschriftentafel mit der Aufschrift INRI am Kreuz Jesu Christi, dem Lateinischen Kreuz. Auf Gemälden ist die Inschrift öfters auf einem oben am Kreuz angebrachten Zettel zu sehen. Aber der obere Querbalken muss diese Inschrift nicht tragen, er symbolisiert sie meist nur.
Das Doppelkreuz hat sich seit dem 6. Jahrhundert vom Orient aus über Europa verbreitet. Weite Verbreitung fand das Doppelkreuz dann im 10. Jahrhundert im byzantinischen Reich, wovon die Bezeichnung byzantinisches Doppelkreuz abgeleitet ist.

## Ähnlichkeiten und Ableitungen
Das Patriarchenkreuz  ähnelt dem Lothringer Kreuz  mit meist, aber nicht immer gleich langen Querarmen. Das Patriarchenkreuz ist jedoch stets vom Lateinischen Kreuz abgeleitet und weist seine Querbalken durchwegs oberhalb der Mitte auf, wohingegen das Lothringer Kreuz dem Wesen nach oben und unten symmetrisch ist. Eine Besonderheit ist die Verwendung des Patriarchenkreuzes als Lothringer Kreuz durch de Gaulle im Zweiten Weltkrieg bei den Freien Französischen Streitkräften (z. B. im Ordre de la Libération zu sehen). Die ungarische Form und deren Verwandte ist dem lothringischen sehr ähnlich; Geschichte, Verwendung und symbolische Bedeutung sind dagegen unterschiedlich.
Mit einem weiteren Balken überhöht stellt es das Papstkreuz (oder Dreifachkreuz)  dar, welches das Petrusamt symbolisiert: die Priester-, Hirten- und Lehrgewalt.
Mit einem zusätzlichen unteren Schrägbalken ist das Kreuz der russisch-orthodoxen Patriarchen versehen: .
Das Patriarchenkreuz findet sich wie viele grundlegende Kreuze mit zahlreichen Endgestaltungen, so etwa getatzt  oder mit Kleeblatt.
Ebenfalls dient das doppelarmige Kreuz als:
1. Äußeres sichtbares Zeichen als Hinweis und Symbol von Metropolitan-Kirchen (häufig als Abschluss des höchsten Kirchturmes, siehe Wien).
2. Im Wappen der Metropoliten (echte Erzbischöfe, aber auch der Titular-Erzbischöfe).
3. Ebenfalls seit Jahrhunderten bedeutet das Doppelkreuz auf kirchlichen Gebäuden das sichtbare Zeichen für die Exemtion dieser – natürlich auch der kirchlichen Organisationen, sprich der Orden, d. h. der Klöster und Stifte – von der jeweiligen bischöflichen Jurisdiktion des Diözesanbischofs.

Anmerkung:
Als besonderes Zeichen, dass die Dominikaner und später die Jesuiten direkt dem Papst und nur dem Papst gegenüber verantwortlich sind,
ziert das Pedum rectum, also das dreifache Papstkreuz, also der exakte Hirtenstab, die jeweiligen kirchlichen Gebäude (Beispiel: Jesuiten in Kalksburg bei Wien).

## Geschichte

### Byzantinisches Reich

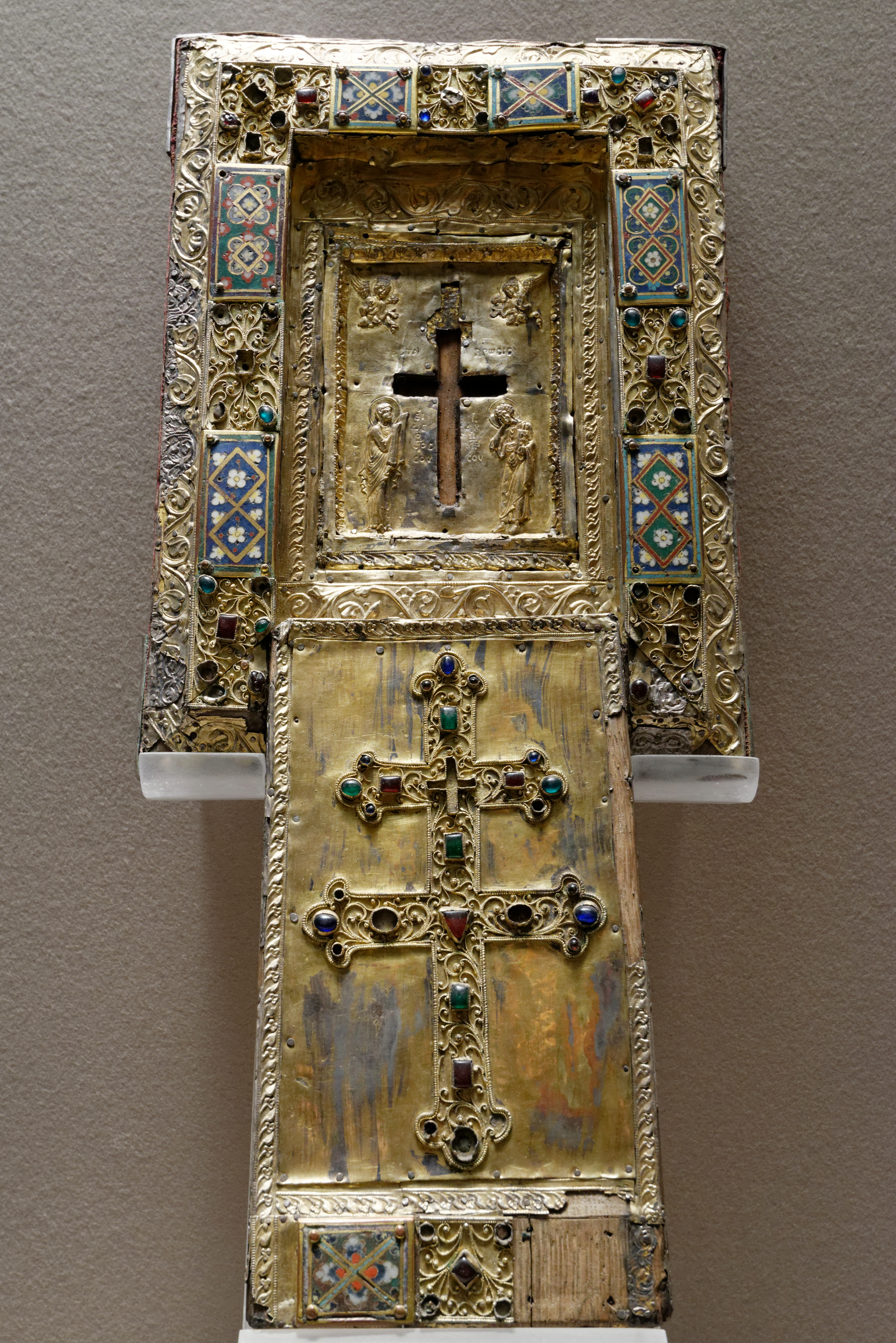
Reliquiar

Die erste Abbildung eines Kreuzes mit zwei Querbalken soll in der Stadt Chersones auf der Krim gefunden worden sein. Im 10. Jahrhundert war diese Form im Byzantinischen Reich dann weit verbreitet.

### Ungarn

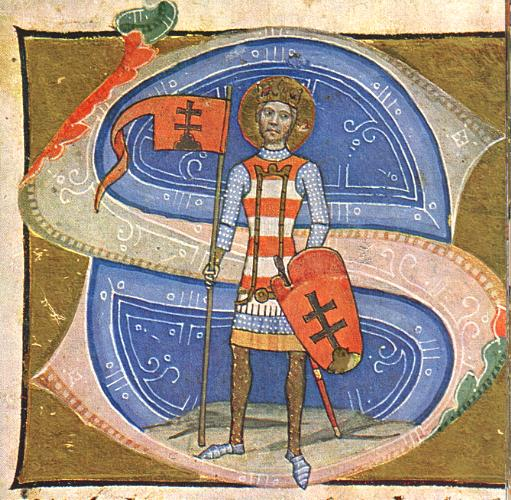
König Stephan I.

Ein Kreuz mit zwei unterschiedlich langen Balken  ist ein Buchstabe im altungarischen Alphabet (Runenschrift). Unter König Stephan I. (1000–1031) wurde das „Ungarische Kreuz“ auf Münzen geprägt, es war seitdem ein Symbol des Königreichs Ungarn.

### Heilig-Geist-Orden

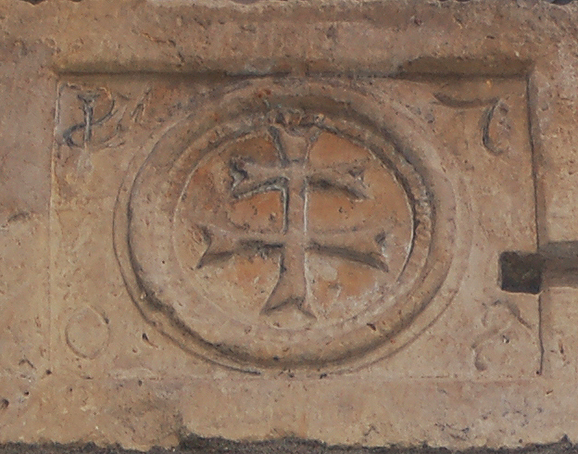
Wappen des Heilig-Geist-Spitals in Grüningen (1508)

Die direkt dem Papst unterstellten Brüder vom Orden des Heiligen Geistes und ihre Heilig-Geist-Spitäler trugen das Patriarchenkreuz auf ihren Habiten und nutzten es als Wappen an Gebäuden und Grenzsteinen.

### Österreich und Süddeutschland
Die im Barock allgemein wieder auflebende Verehrung des Doppelkreuzes brachte auch eine Erweiterung des Schutzgedankens im Sinne der Gegenreformation, z. B. Schutz vor Unglauben bzw. Glaubensabfall. So findet man Doppelkreuze häufig auf barocken Kirchtürmen oder an Kreuzwegsstationen oder Wallfahrerkapellen. Solche wurden seit der Gegenreformation, oft mit Unterstützung von Laienbruderschaften oder Gebetsbruderschaften, etwa Herz-Jesu-Bruderschaften, errichtet.

## Wappen

### Orte in Deutschland

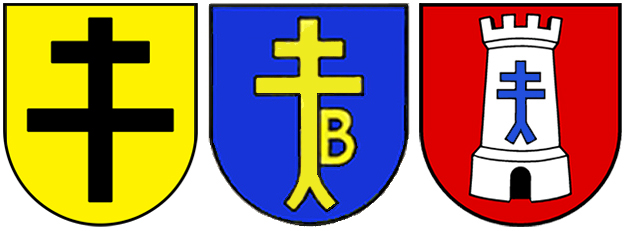
Das Ordenskreuz des Spitals wurde in die Wappen von Hochdorf, Bissingen und Bietigheim-Bissingen übernommen.

Einige von Heilig-Geist-Spitälern dominierte Kommunen haben das Ordenskreuz in ihr Kommunalwappen übernommen; so zum Beispiel Bissingen und Hochdorf an der Enz im Landkreis Ludwigsburg, die das Wappen vom Grüninger Heilig-Geist-Spital führen.
Bad Hersfeld und Philippsthal (Werra) verwenden das Hersfelder Doppelkreuz (vgl. Landkreis Hersfeld-Rotenburg/Landkreis Hersfeld) und der Landkreis Pfaffenhofen an der Ilm zeigt das Doppelkreuz der Monstranz von Kloster Scheyern.
Ebenfalls genutzt wird das Kreuz im Wappen von Nesselröden, einem Ortsteil von Duderstadt im Landkreis Göttingen.

### Länder

Wappen von Baar ZG, Schweiz
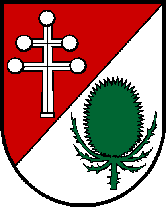
Wappen von Katsdorf, Oberösterreich
Wappen von Litauen
Wappen der Slowakei
Wappen von Ungarn
Wappen von Belarus (von 1991 bis 1995)

#### Slowakei
Das sog. byzantinische Doppelkreuz sollen die Heiligen Kyrill und Method schon im 9. Jahrhundert nach Großmähren, also auf das Gebiet der heutigen Slowakei, Tschechiens und Ungarns, gebracht haben. Später im Mittelalter stand das Doppelkreuz zeitweise für das Neutraer Fürstentum beziehungsweise für nördliche Teile des Königreichs Ungarn (seit dem 18./19. Jahrhundert als Oberungarn bekannt), gleichbedeutend etwa mit dem Gebiet der heutigen Slowakei. Das ist einer der Gründe, warum es offiziell seit 1848 als Wappen der Slowakei (damals zunächst des Slowakischen Nationalrats) dient. Einziger Unterschied zum neuen Wappen ist das Fehlen der Krone und die Verwendung der slawischen Farben blau–weiß–rot statt der ungarischen grün–weiß–rot. Das slowakische Wappen, entworfen von Ivan Řehák, ist auf den slowakischen 1- und 2-Euro-Münzen zu sehen.

#### Litauen
Über das Geschlecht der Jagiellonen gelangte das ungarisch/slowakische Doppelkreuz – in der Form dem Lothringer Kreuz ähnelnd – auch in das Wappen Litauens, als es 1386 als angebliches Kreuz des Heiligen Ladislaus von Władysław II. Jagiełło angenommen wurde.

#### Ungarn
Das „neue“ Wappen Ungarns, welches hier in den Jahren 1867–1890 gebraucht wurde, zeigt ein silbernes (weißes) Doppelkreuz auf drei grünen Hügeln und einer Krone stehend mit rotem Hintergrund. Das Doppelkreuz stammt aus dem 9. Jahrhundert, die drei Berge (Tátra, Fátra, Mátra) aus dem frühen 14. Jahrhundert, die Krone unter dem Kreuz wurde am Anfang des 17. Jahrhunderts hinzugefügt. Das Doppelkreuz hat zur Zeit Papst Sylvesters II. der erste christliche König Ungarns, Stephan der Heilige im Jahr 1000 am 27. März in die königlichen Abzeichen integriert. Das Kreuz stand für die apostolische Würde des ungarischen Königs.

#### Belarus
Weil die Geschichte von Belarus mit der Geschichte Litauens eng verwandt ist und beide Staaten das Großfürstentum Litauen bildeten, ist eine Ähnlichkeit zwischen den Wappen zu erkennen. Das 1991 eingeführte Wappen von Belarus, welches 1995 wieder abgeschafft wurde, zeigt einen Reiter mit einem Schild, auf dem ein Patriarchenkreuz abgebildet ist.

## Ordenszeichen

Luftwaffe Litauen

Bei Ordenszeichen wurde das Patriarchenkreuz selten verwendet. Die einzige Ausnahme sind drei Ordensstiftungen der kurzlebigen ersten slowakischen Republik, die von 1939 bis 1945 existierte: der Orden vom Slowakischen Kreuz, (auch Hlinkaorden genannt, da es das Bildnis von Andrej Hlinka trug, gestiftet 1940). Das Patriarchenkreuz tritt auch als Element im Ordenszeichen und der Collane des Fürst-Pribina-Ordens (benannt nach dem Fürsten Pribina) auf, sowie im Kriegs-Siegesorden der Slowakei.
Als Element in Ordenszeichen tritt das Patriarchenkreuz bei der Collane des schwedischen Seraphinenordens und bei den ungarischen Orden aus der Zeit Miklós Horthys auf: beim Orden vom Goldenen Sporn (1918) und dem Ungarischen Verdienstorden (1922).
In des beiden letzten Fällen geht die Benutzung des Patriarchenkreuzes auf das Vorhandensein des Kreuzes im slowakischen und ungarischen Staatswappen zurück.
Das Patriarchenkreuz wurde auch von der 30. Waffen-Grenadier-Division der SS (weißruthenische Nr. 1), sowie von der 30. Waffen-Grenadier-Division der SS (russische Nr. 2) als Symbol verwendet.

## Schriftzeichen
In Unicode ist im Block „Verschiedene Symbole“ als U+2628 cross of lorraine ein Zeichen enthalten, dessen in den Codetabellen verwendete Glyphe tatsächlich eher dem Patriarchenkreuz als dem Lothringer Kreuz entspricht.

## Belege
1. ↑  Gerhard Rimmele in Wappengeschichte der Gemeinde Illerkirchberg auf http://www.rimuki.de zum 1. April 2002.
2. ↑  Siegel des Statthalters von Chersonnes, vgl. Geschichte der Kreuzformen (Memento des Originals vom 26. Januar 2010 im Internet Archive)  Info: Der Archivlink wurde automatisch eingesetzt und noch nicht geprüft. Bitte prüfe Original- und Archivlink gemäß Anleitung und entferne dann diesen Hinweis. (russisch).
3. ↑  Dem Grüninger Heilig-Geist-Spital waren die Kilianskirche in Bissingen und die Peterskirche in Bietigheim untergeordnet. In Hochdorf hatte dieses Spital ausgedehnten Grundbesitz. Siehe Petra Schad (Red.): 700 Jahre Heilig-Geist-Spital Markgröningen. Stadt Markgröningen, Markgröningen 1997, ISBN 3-929948-06-0.
4. ↑  Code Tables — Miscellaneous Symbols. (PDF; 368 kB) Unicode Consortium, abgerufen am 3. August 2012.